# Anastasia di Sirmio
Anastasia di Sirmio (Roma, III secolo – Sirmio, 25 dicembre 304) è stata una martire cristiana del IV secolo.

## Agiografia

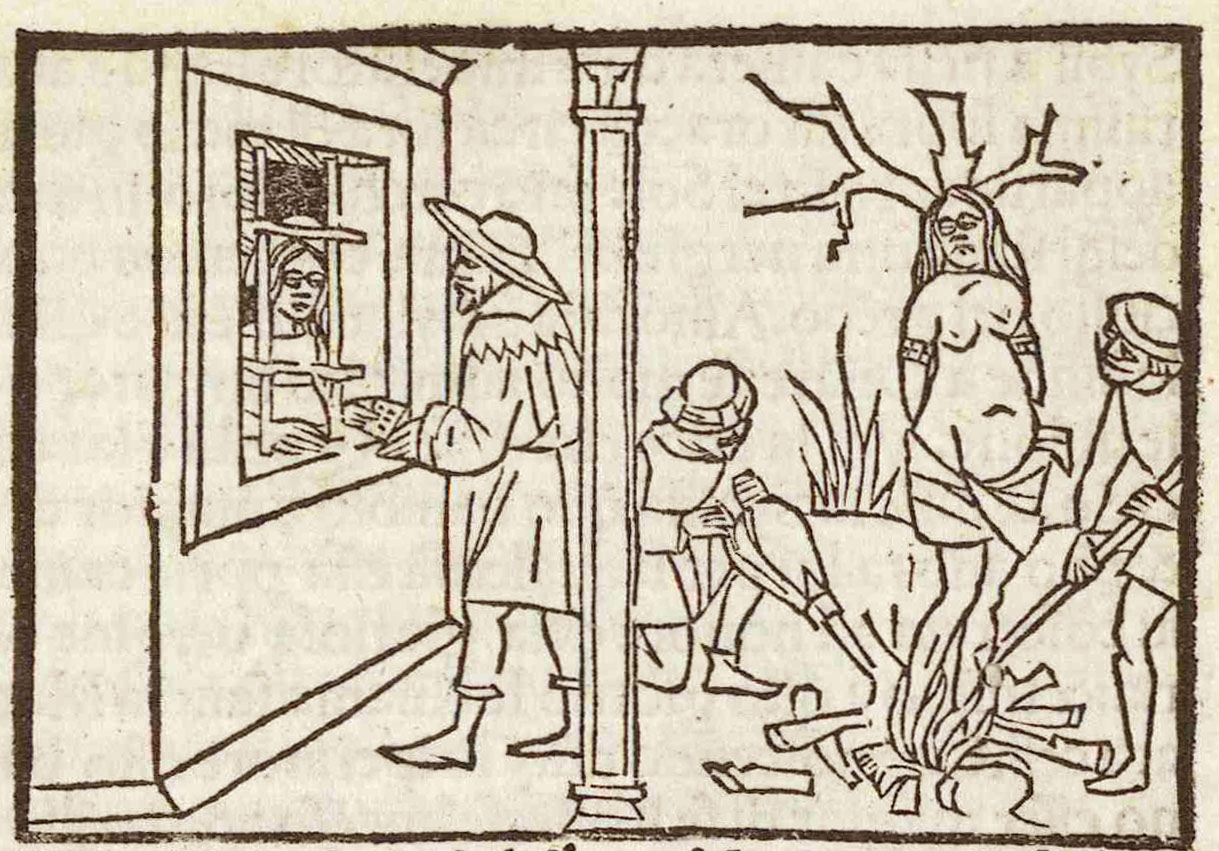
Il martirio di Anastasia nella Legenda Aurea (1497)

Anastasia nacque a Roma in una famiglia patrizia, probabilmente la gens Anicia; suo padre era senatore, sua madre cristiana. Secondo una tarda leggenda, Anastasia ebbe come precettore Crisogono di Aquileia.
Si sposò, ma il marito Publio si oppose alle sue attività caritative e la segregò in casa. Dopo la morte di Publio giunse a Sirmio (oggi Sremska Mitrovica) in Illiria, dove svolse la sua opera di impegno ad assistere i cristiani perseguitati, in modo particolare curando quelli in carcere. Scoperta la sua fede, fu processata e, avendo rifiutato di abiurare il cristianesimo, fu arsa viva, secondo la tradizione, il 25 dicembre 304, durante l'ultima persecuzione dei cristiani ad opera dell'imperatore Diocleziano.

## Culto
Quando, sotto l'imperatore Teodosio I, il Cristianesimo divenne religione di Stato, le fu dedicata una chiesa a Sirmio. La sua devozione si diffuse soprattutto nelle province romane orientali e le sue spoglie furono portate a Costantinopoli, e depositate nella basilica della Resurrezione (Anastasis).
In Italia il culto di Anastasia si sviluppò alla fine del V secolo, diffuso dai Goti e dai Longobardi, e nei secoli successivi in tutta Europa ad opera dei benedettini, e con ciò si spiega la tradizione secondo cui alcune reliquie della santa sarebbero state portate nell'abbazia benedettina, di fondazione longobarda, di Santa Maria in Silvis a Sesto al Reghena (PN). Alla santa furono dedicate una chiesa a Verona e una basilica a Roma, cui è collegato un titolo cardinalizio.
È stata definita, in greco, Farmacolìtria ("Guaritrice dai veleni"), e in russo, Uzoreshìtel'nitza ("Colei che libera dai vincoli"), quindi, sia come protettrice dalle malattie che dagli inganni del demonio. È stata anche innalzata al rango di Megalomartire ed inoltre inserita nella seconda lista dei martiri nominati nel Canone romano e nel Canone ambrosiano durante la celebrazione dell'eucaristia.

## Una santa nello spazio
Dopo lo Scisma d'Oriente, la figura di Anastasia perse di importanza quale simbolo del legame tra il mondo cattolico e quello ortodosso.
Siccome, però, è ancora tra i santi venerati da entrambe le Chiese, nel 1995 due icone che la raffiguravano (una dipinta secondo la tradizione occidentale e l'altra secondo quella orientale) furono spedite nello spazio sulla stazione MIR nell'ambito della missione “Santa Anastasia – una speranza per la pace” per contribuire alla riconciliazione dei popoli dell'ex-Jugoslavia (i Croati e gli Sloveni sono in maggioranza cattolici, i Serbi in maggioranza ortodossi). L'iniziativa era patrocinata dall'UNESCO e le icone furono benedette dal papa Giovanni Paolo II, dal patriarca di Mosca Alessio II e dal patriarca di Serbia Pavle. Al loro ritorno sulla Terra le icone giunsero in Serbia, a Sremska Mitrovica, terra del martirio della santa, per contribuire, secondo le intenzioni delle Chiese Cattolica ed Ortodossa, alla pacifica convivenza dei popoli balcanici.
In seguito, le icone sono state esposte in una mostra itinerante, organizzata dal pittore russo Pierre Tchakhotine, che coinvolse quasi duecento artisti di tutta Europa. La prima esposizione si svolse nel 2005 a Sremska Mitrovica, per passare nel 2006 a Jaroslav, in Russia, quindi a Zara (Zadar) in Croazia, e infine a Mondovì, in Italia. In quest'ultima occasione, il progetto dell'allestimento fu affidato all'ArtStudioLetizia, che per l'occasione realizzò nel Palazzo di Città un percorso scenografico e una video installazione dedicati alla vita della santa di Sirmio.